# Bacuri
Bacuri est une municipalité brésilienne située dans l'État du Maranhão.La commune  s'étend sur 787,9 km² et comptait 16 626 habitants au dernier recensement. La densité densité démographique est de 21,1 habitants au km² sur le territoire de la commune.

## Caractéristiques
La municipalité a été séparée de Cururupu, ayant M. Rui Aranha comme premier maire, sa principale économie est l'agriculture.